# Metoponitys ornata
Metoponitys ornata är en insektsart som beskrevs av Victor Lallemand 1928. Metoponitys ornata ingår i släktet Metoponitys och familjen Eurybrachidae. Inga underarter finns listade i Catalogue of Life.